# Пенатаран Сасих

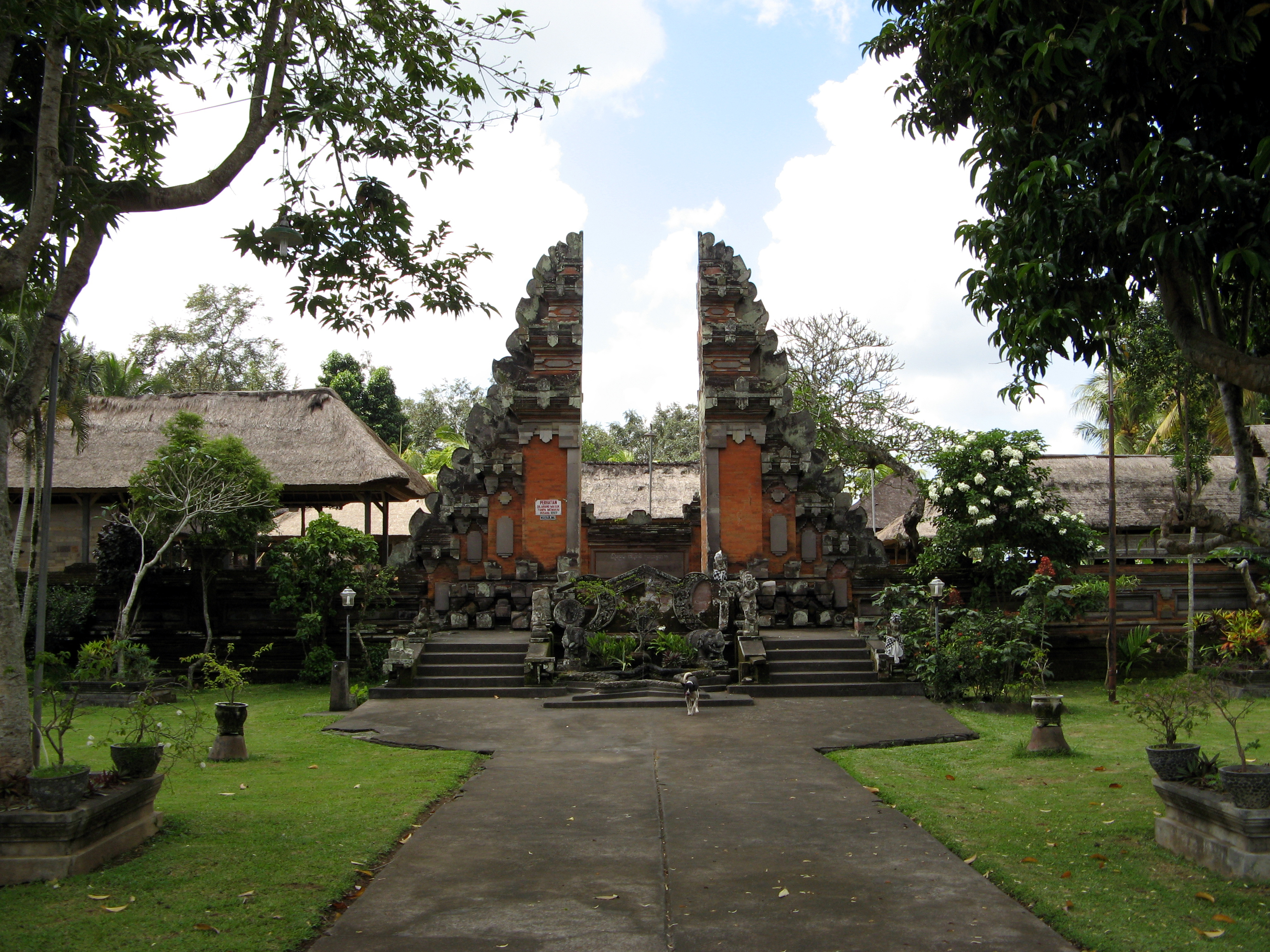
Вход в Пенатаран Сасих

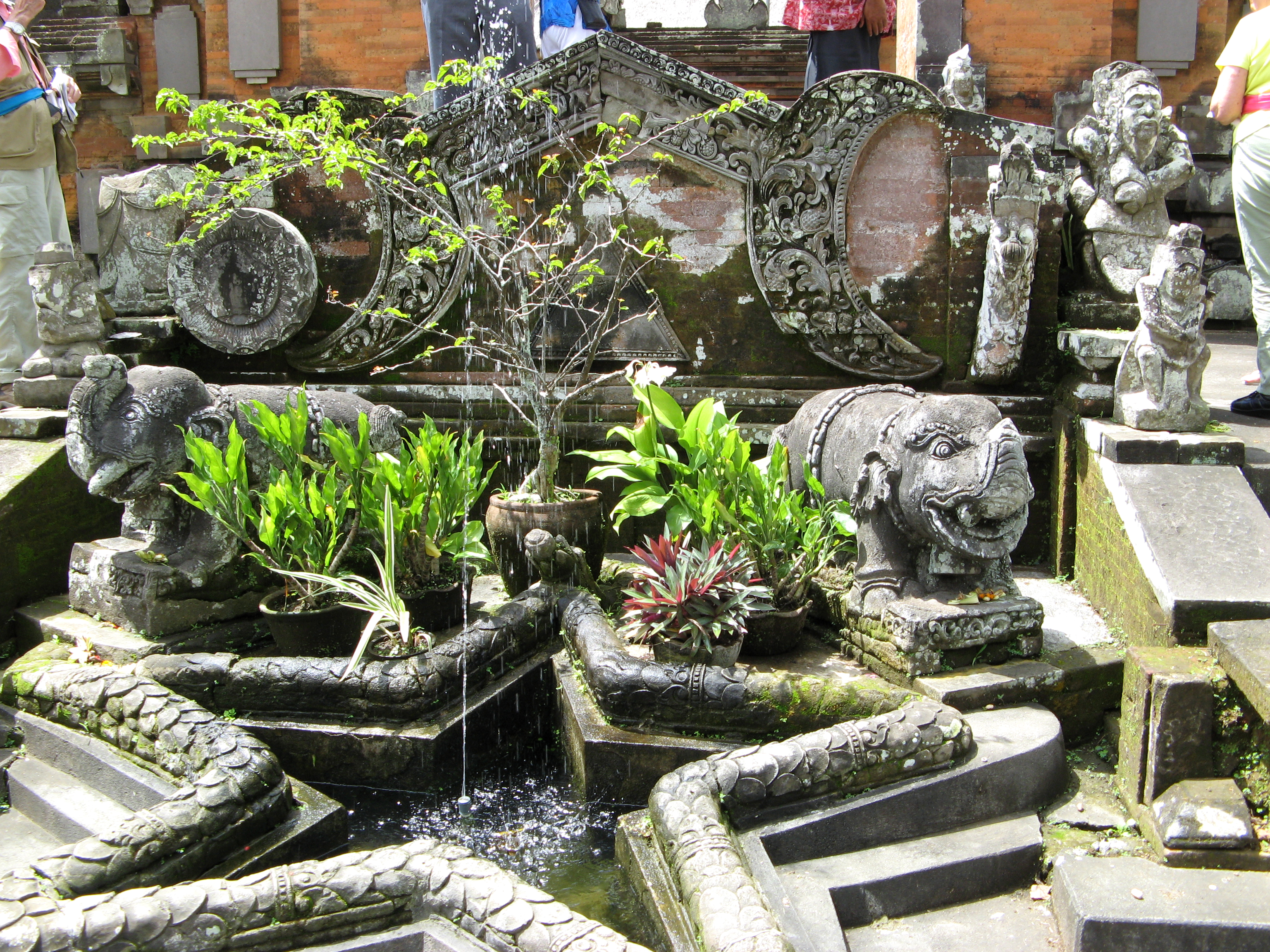
Хронограмма Пенатаран Сасих

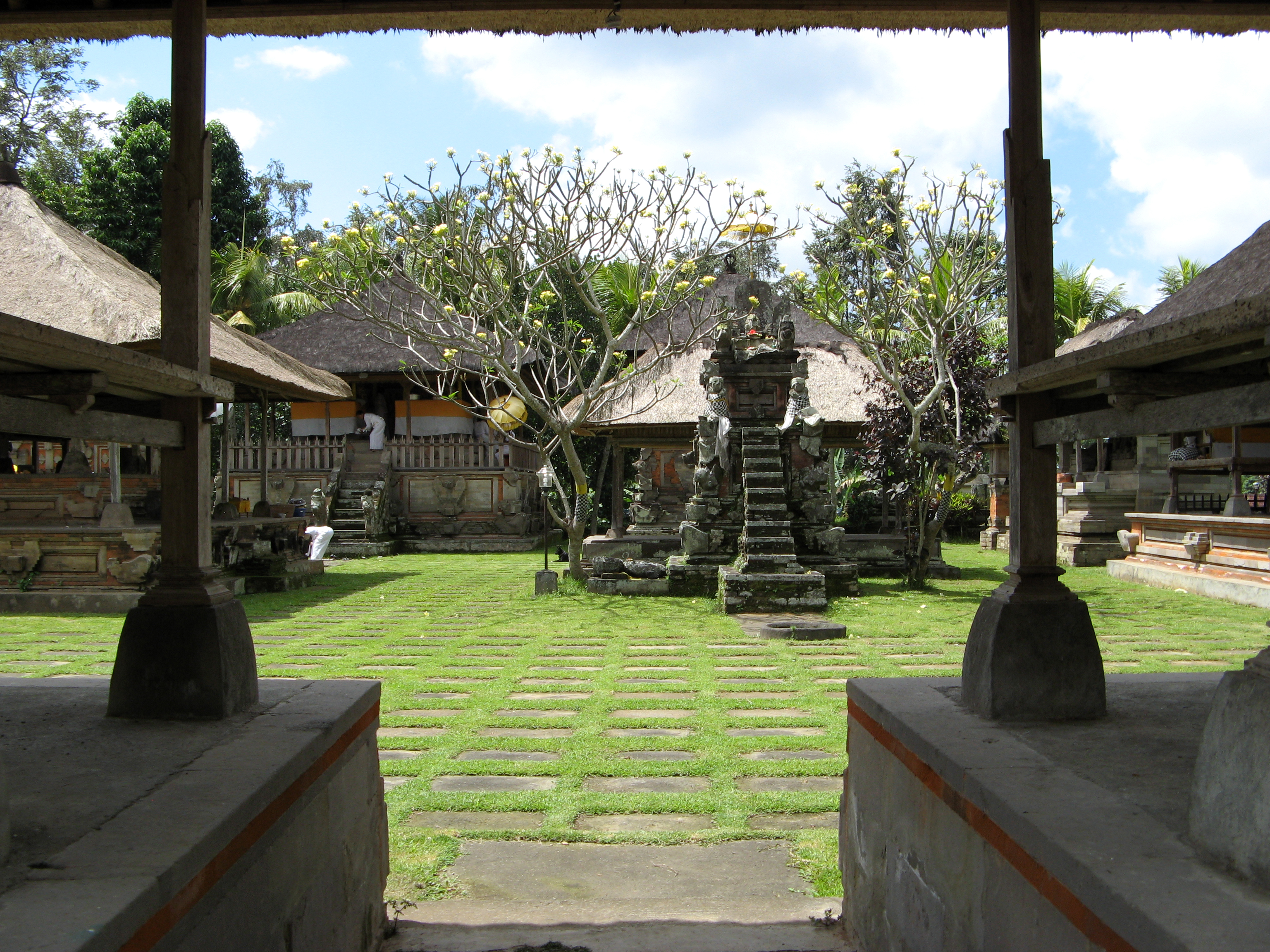
Двор Пенатаран Сасих

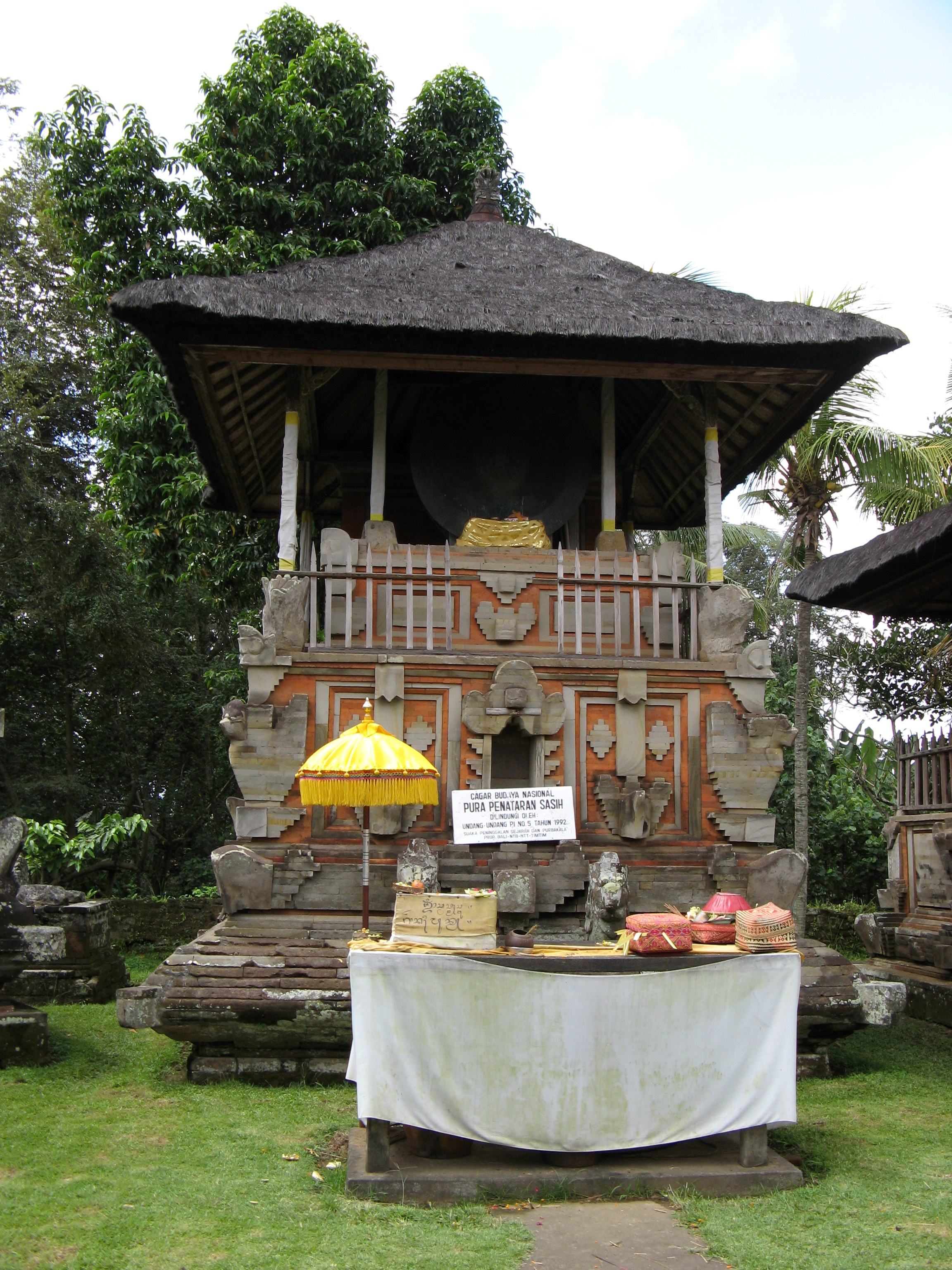
Павильон, в котором находится Луна Педженга

Пенатаран Сасих — индуистский храм в деревне Педженг на Бали. Основан, согласно современной хронограмме у входа, в 1266 году нашей эры и служил государственным храмом королевства Педженг с 1293 по 1343 год нашей эры. 
К важным особенностям храма относятся: 
- Расщеплённые ворота на входе;
- Современная хронограмма перед входом;
- Коллекция индуистских скульптур 10–12 веков , привезенных сюда из других частей острова.
- Очень высокий каменный трон бога Ганеши в центре главного двора.
- Знаменитая Луна Педженга, очень древний и почитаемый колоссальный бронзовый барабан.